# Elytrimitatrix pubescens
Elytrimitatrix pubescens là một loài bọ cánh cứng trong họ Cerambycidae.